# Beddomeia tasmanica
Beddomeia tasmanica es una especie de molusco gasterópodo de la familia Hydrobiidae en el orden de los Mesogastropoda.

## Distribución geográfica
Es un animal de agua dulce  endémico de Australia.